# 2016-os olaszországi alkotmány-népszavazás
A 2016-os olaszországi alkotmányos népszavazást 2016. december 4-én tartották Olaszországban. Ez volt az Olasz Köztársaság történelmének harmadik alkotmányos népszavazása.
A referendumon a választók az úgynevezett Renzi-Boschi törvényről szavaztak, amit Matteo Renzi miniszterelnök és Maria Elena Boschi intézményes reformokért felelős miniszter terjesztett be közösen 2016. április 12-én. A népszavazás elfogadásával megváltozott volna a kétkamarás parlamenti rendszer az országban: a felsőházként működő olasz szenátus a tartományok küldötteinek gyűléseként működne, csökkenne a képviselők száma. Megszüntetnék a CNEL-t (Olasz Munkaügyi és Gazdasági Tanács), korlátoznák az állami intézmények működési költségeit és felülvizsgálnák az alkotmány V. fejezetének II. részét.
Mivel az alkotmánymódosító-javaslatot egyik ház sem kétharmados többséggel fogadta el, úgy az olasz alkotmány 138. cikke szerint népszavazást kellett kiírni a kérdésben. A népszavazásnak nem volt érvényességi küszöbe.
Az előzetes eredmények szerint a szavazók 59%-a nemmel szavazott, ezért az alkotmányos reform megbukott. Matteo Renzi a szavazás eredményének közzététele után bejelentette lemondását.

## A népszavazási kérdés a szavazólapon
| \| \| \| \| \| \| \| \| \| \| ALKOTMÁNYOS NÉPSZAVAZÁS \| \| \| \| \| \| \| \| \| \| \| \| \| \| \| \| Approvate il testo della legge costituzionale concernente "disposizioni per il superamento del bicameralismo paritario, la riduzione del numero dei parlamentari, il contenimento dei costi di funzionamento delle istituzioni, la soppressione del CNEL e la revisione del Titolo V della parte II della Costituzione", approvato dal Parlamento e pubblicato nella Gazzetta Ufficiale n. 88 del 15 aprile 2016? \| \| \| \| \| \| \| \| \| \| \| \| \| \| \| \| \| IGEN \| \| NEM \| \| \| \| \| \| \| \| \| \| \| | |      |  |     |  |  |
| A népszavazási szavalócédula példánya, amelyet az 1980/70-es törvény ír elő, a cédula rózsaszín színű lesz. | |      |  |     |  |  |
| | |      |  |     |  |  |
| | ALKOTMÁNYOS NÉPSZAVAZÁS |      |  |     |  |  |
| | |      |  |     |  |  |
| | Approvate il testo della legge costituzionale concernente "disposizioni per il superamento del bicameralismo paritario, la riduzione del numero dei parlamentari, il contenimento dei costi di funzionamento delle istituzioni, la soppressione del CNEL e la revisione del Titolo V della parte II della Costituzione", approvato dal Parlamento e pubblicato nella Gazzetta Ufficiale n. 88 del 15 aprile 2016? |      |  |     |  |  |
| | |      |  |     |  |  |
| | | IGEN |  | NEM |  |  |
| | |      |  |     |  |  |

A szöveg hozzávetőleges fordítása:
Jóváhagyja a Parlament által elfogadott és a Hivatalos Lap 2016. április 15-i 88. számában megjelent, a szimmetrikus kétkamarás parlamenti rendszer megszüntetéséről, a képviselők számának csökkentéséről, az intézmények működési költségeinek korlátozásáról, a CNEL (Országos Gazdasági és Munkaügyi Tanács) megszüntetéséről és az alkotmány II. rész V. címének felülvizsgálatáról szóló alkotmánymódosító törvény szövegét?

## Népszavazás oka
A népszavazás célja, hogy Olaszországban stabil kormányzás jöjjön létre, azzal hogy a törvényhozási mechanizmus gyorsabbá válna. Az országban 1945 óta kétkamarás parlamenti rendszer működik, ahol a Parlament két háza, az alsóházi Képviselőház és a felsőházi Szenátus azonos törvényhozási jogkörökkel rendelkezik és mindkét háznak jóvá kell hagynia egy törvényt, hogy életbe lépjen. A Szenátus regionális küldöttekből álló gyűléssé alakulna, a szenátorok száma pedig az eddig 315 helyett 100 főre csökkenne. Komoly változás lenne, hogy a szenátorok közvetlen megválasztása ezután megszűnne.
Az alkotmánymódosítással azt szeretnék elérni, hogy megszűnjenek az 1945 óta eltelt időszakot jellemző gyakori kormányválságok, amelyek miatt 72 év alatt 64 kormánya volt az országnak. A legrövidebb Amintore Fanfani első kormánya volt 1954-ben, amely 22 napig állt fenn. A leghosszabb ideig a második Berlusconi-kormány volt hatalmon 2001 és 2005 között; 1945 után ez volt az egyetlen olyan kormány Olaszországban, ami kitöltötte teljes hivatali idejét.[forrás?]
A változással lehetővé válna, hogy a választásokon 40%-nál több szavazatot elérő párt automatikusan többséget szerezzen és öt éven keresztül képes legyen kormányozni az országot.

## Népszavazási kezdeményezés
Az alkotmánytervezet jóváhagyása után a képviselők és szenátorok – kormánypártiak és ellenzékiek egyaránt – megragadták az alkalmat, hogy népszavazást írjanak ki a kérdésben. A Gazzetta Ufficiale nevű olasz közlönyben 2016. április 15-én jelent meg a népszavazás, április 20-án pedig benyújtották a népszavazási kérelmet a legfelsőbb semmítőszéknek.
A népszavazási központi iroda a népszavazási kérvény benyújtását követő 30 napon belül kellett állást foglalnia, 2016. május 6-án elfogadták a rendelkezést.

### Az időpont kiválasztása
2016. szeptember 26-án a miniszterelnökség bejelentette, hogy december 4-én tartják a szavazást.
A népszavazást ellenző szakemberek sokan rossz ötletnek tartották a dátumot, mert nagyon későinek tartották ahhoz képest, hogy a kormány eleinte október később november első vasárnapjára szerette volna kitűzni a népszavazást. Azzal vádolták Renzit, hogy stratégiai okból választotta ezt a késői időpontot. Különösen, hogy a választási kampány meghosszabbításával könnyebben tudják az »igen« szavazásra befolyásolni a szavazókat. A dátumot azért is tartják rossznak, mert aznap tartják az ausztriai elnökválasztás második fordulóját, amin a szélsőjobboldali FPÖ-nek is van esélye győzni. Ennek következtében az olaszországi populista pártok és mozgalmak is hatalomra kerülhetnek, ha a népszavazáson a »nem« szavazatok győznek, ami kormányválságot okozhat.
Emellett az olasz parlament decemberben fogja megszavazni a költségvetési törvényt, ami miatt a nemzetközi pénzintézetek komoly kockázatot látnak a népszavazás eredményében.

## Állásfoglalások

### Pártok és szervezetek

#### Igen

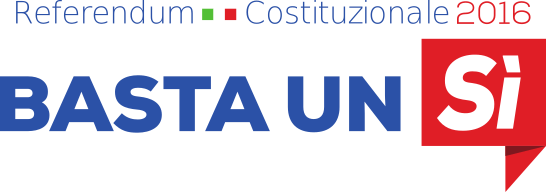
"Elég egy IGEN!" – a Demokrata Párt hivatalos kampányszövege

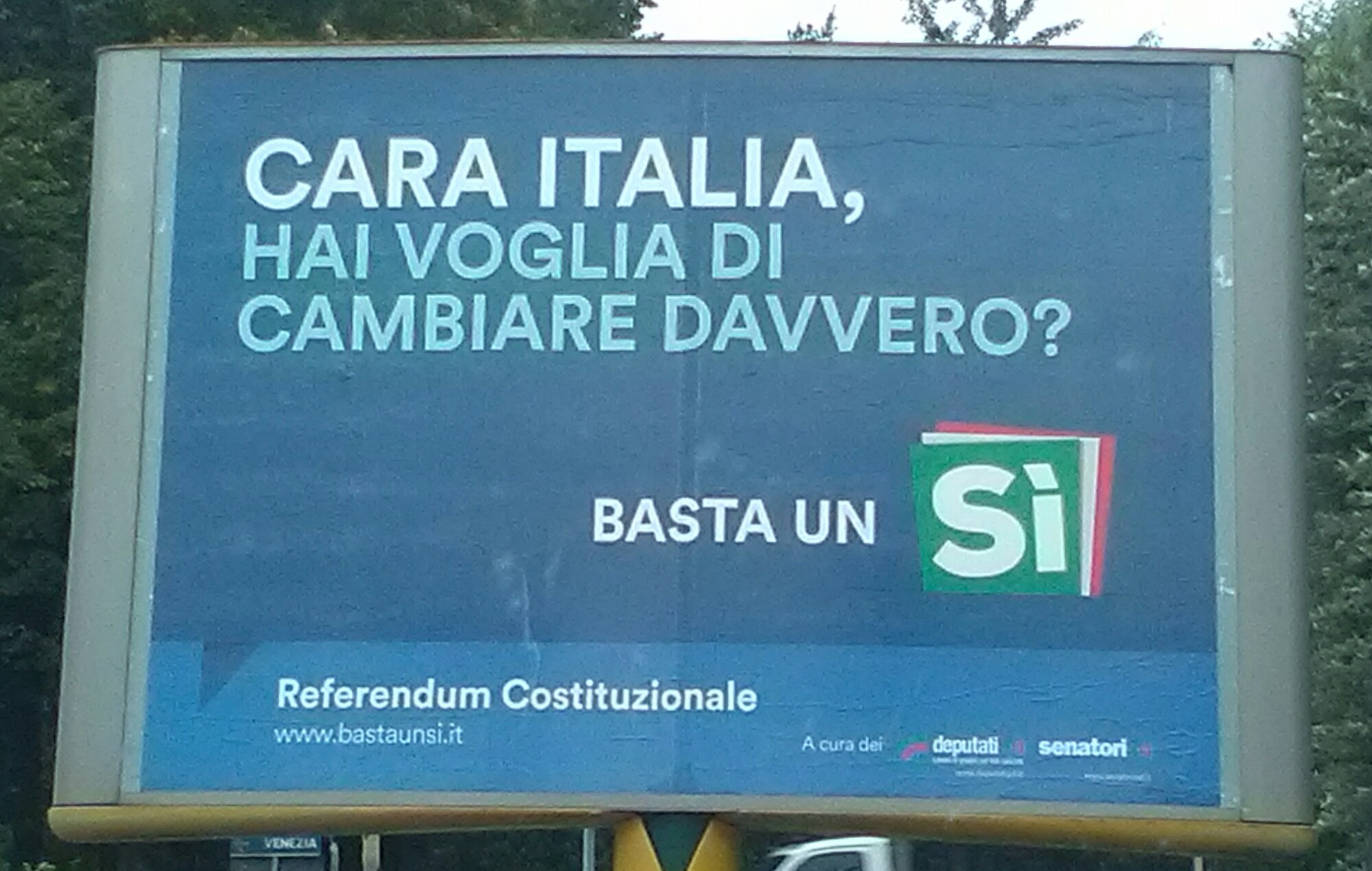
"Kedves Olaszország! Tényleg meg akarsz változni? – Elég egy IGEN!" – Demokrata Párt kampányplakátja

A Demokrata Párt, mint a népszavazás kezdeményezője, azonban több neves pártpolitikus, mint Pier Luigi Bersani és Massimo D’Alema a »nem« mellett foglalt állást. Az Új Jobbközép, a Polgári Választás és az Olasz Szocialista Párt, amik a kormánykoalíció tagjai, emellett az Értékek Olaszországa.
Az igen mellett foglaltak állást az alábbi szervezetek: CISL dolgozói szakszervezet, a Confindustria – olasz gyáriparosok szövetsége és a mezőgazdasági érdekképviseleti szerv a Coldiretti.
Az alkotmánymódosítást támogatók főbb érvei:
- A "tökéletes kétkamarás rendszer" átalakulása a "tökéletlen kétkamarás rendszerré".
- Gyorsabbá válhat a törvényhozási mechanizmus, az új eljárásban egy törvénytervezetet nem kell jóváhagynia a parlament mindkét házának ahhoz hogy a törvény életbe lépjen, csökkenne ezzel a „parlamenti ingázás”. A parlamenti ingázás akkor áll fenn, ha a parlament valamelyik házában változás áll fenn, amikor is a másik változatlan összetételű háznak kell újra jóváhagynia. Ha ez többször is megismétlődik, akkor lehet „ingázásról” beszélni.
- Megtakarítás, amivel becslések szerint 100 millió euró körüli összeg spórolható meg. A megtakarítás tartalmazza a szenátorok számának csökkentését, a szenátorok juttatásainak csökkentését, a regionális tanácsosok járandóságainak csökkentését és a regionális politikai csoportosulások pénzügyi támogatásának tiltását.
- Lehetőség adódik az állam és a régiók törvényalkotási jogköreiből adódó viták rendezésére: a régiók törvényalkotási autonómiájának az átértelmezésével elkerülhetővé válnak a pénzügyi források rossz kezelése, amely számos helyi önkormányzatnál volt eddig jellemző.

#### Nem

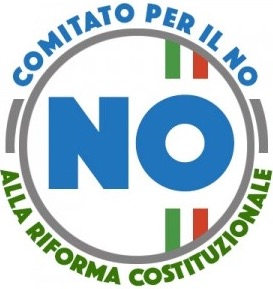
"NEM – Bizottság a NEM szavatokért, NEM az alkotmányos reformra!"

A nem mellett foglalt állást: a Konzervatívok és Reformisták, 5 Csillag Mozgalom, Északi Liga, Forza Italia, Olaszország Fivérei – Nemzeti Szövetség, Olasz Baloldal, Baloldal, Ökológia és Szabadság, Kommunista Újjászerveződés Pártja és a Közép Uniója pártok.
A nem mellett foglalnak állást az alábbi szervezetek: ANPI – olasz partizánok szövetsége, ARCI – olasz szabadidős és kulturális szövetség, CGIL – munkás szakszervezet, Cobas – szakszervezet, CUB – szakszervezet, FIOM – fémkohászati dolgozók szakszervezete, Italianieuropei – olasz reformszellemiségű egyesület, Libertà e Giustizia – kulturális egyesület, Magistratura democratica, UGL – szakszervezet, USB – szakszervezet.
Az alkotmánymódosítás ellenzői az alábbi állásponton vannak:
- Az alkotmánymódosítással az új Szenátus hasztalanná válhat, mivel az eddigi parlamenti rendszer meglehetősen bonyolulttá válik.
- Az új eljárásrend bevezetésével több konfliktus keveredhet a Képviselőház és a Szenátus között.
- A szenátorok közvetlen megválasztásának eltörlésével, csökkenhet az állampolgárok közvetlen beleszólása a közügyekbe.
- A változással nem lennének jelentős mértékű megtakarítások.
- A régiók autonómiájának csökkentésével sérülne a szubszidiaritás elve.

### Újságok
Az igen mellett foglal állást a L'Unitá baloldali, a Confindustria tulajdonában levő Il Sole 24 Ore gazdasági napilap és a konzervatív Il Foglio.
A nem mellett a rendszerellenes szellemiségű Il Fatto Quotidiano, a jobboldali Il Giornale, a liberális Libero és a kommunista Il manifesto lapok.
A Corriere della Sera, La Repubblica és a La Stampa semleges nézőpontot képvisel.

### Választási kampány kronológiája
- 2015. október 29.: Megszületik a népszavazást ellenző bizottság Alessandro Pace alkotmányjogász, docens és Gustavo Zagrebelsky az Olasz Alkotmánybíróság egykori bírója vezetésével.[40]
- 2016. január: Matteo Renzi felkéri az amerikai Demokrata Párti politikust Jim Messinat a kampány koordinálására.[41]
- 2016. január 20.: Több jobbközép politikus támogatásával létrejön a népszavazást ellenző bizottság.
- 2016. március 11.: Az Il Fatto Quotidiano rendszerkritikus napilap egy közleményt tesz közzé, ami ellenzi a reformot és az új választási törvényt. A közleményt számos tanár, kutató, író, színész írja alá.[42]
- 2016. április 12.: A Képviselőház jóváhagyja az alkotmánymódosító-törvénytervezetet.[43]
- 2016.április 25.: Elkezdődik az aláírásgyűjtés az alkotmányos népszavazás kiírására, a népszavazási kezdeményezés útja elkezdődött. Ezzel párhuzamosan aláírásgyűjtés kezdődik az Italicum nevű választási törvény eltörléséről szóló ügydöntő népszavazás kiírására.[44]
- 2016. május 21.: Létrejön az IGEN szavazásra buzdító Basta un sí bizottság.[45]
- 2016. július 1.: Közzéteszi a Confindustria – Olasz Gyáriparosok Szövetsége – tanulmányát a népszavazás gazdasági hatásairól. A tanulmány szerint a NEM-ek győzelme esetén politikai-gazdasági bizonytalanság jöhet, a GDP 4 százalékpontos csökkenése várható 2017-2019-es időszakra és 600 ezer újabb munkanélkülivel számolnak.[46]
- 2016. július 3.: A Citigroup a népszavazást az európai politikai élet 2016-os évének legnagyobb kockázatának ítélte a Brexit után. Egyes pénzügyi elemzők a népszavazás bizonytalan kimenetele káros hatással lehet a pénzpiacokra.[47]
- 2016. július 5.: Már 420 ezer aláírást gyűjtöttek össze a népszavazás kiírásához szükséges 500 ezerhez. Elbukik az aláírásgyűjtés az Italicum törvény ellen és más ügydöntő népszavazási javaslat esetében is, az Italicum esetében kivételt képez a Buona Scuola nevű oktatási reformjavaslat, melyhez az aláírásgyűjtést a szakszervezetet segítettek, így július 7-én a Legfelsőbb Bírósághoz 530 ezer aláírás érkezett. A Bíróság 2016. október 12-én az oktatási ügyben elutasította a népszavazást.[48]
- 2016. július 13.: Az IGEN-t támogató bizottság bejelentette, hogy 560-580 ezer közöttire tehető a népszavazáshoz szükséges aláírások száma, az aláírásokat aznapon benyújtották a Legfelsőbb Bírósághoz. A NEM-et támogató bizottság a népszavazás elutasítására 300 ezer aláírást gyűjtött össze.[49]
- 2016. augusztus 8.: A Központi Népszavazási Iroda bejelentette, hogy az »IGEN«-t támogató bizottság, által elvégzett aláírásgyűjtés érvényes, így kiírható népszavazás. Ettől a naptól a kormánynak 60 napja van, hogy a népszavazás időpontjáról tárgyaljon. A népszavazást pedig a kihirdetéstől számított 50. és 70. nap közötti valamelyik napon kell megtartani.[50]
- 2016. szeptember 5.: Massimo D’Alema, egykori miniszterelnök és demokrata párti politikus a »NEM« szavazás mellett foglalt állást.[51]
- 2016. szeptember 7.: a Rete degli Studente Medi (Orvostanhallgatók Hálózata) és az Unione degli Universitari (Egyetemisták Uniója) nevű hallgatói szervezetek a »NEM« szavazás mellett foglalt állást.[52][53]
- 2016. szeptember 26.: A miniszterelnökség bejelentette, hogy a népszavazást 2016. december 4-én tartják meg. Következő napon a köztársasági elnök kibocsátotta a népszavazási hirdetményt.[54]
- 2016. október 18.: Barack Obama az Egyesült Államok elnöke Matteo Renzival folytatott munkavacsorát. Obama kijelentette, hogy szurkol a népszavazás sikerességéért és kívánja, hogy Renzi megtartsa hatalmát. A népszavazás elutasítását ő problémásnak nevezte.[55]
- 2016. november 24.: a The Economist legújabb számában – ellentétben a többi vezető politikai-gazdasági lappal, mint a Financial Times amely a népszavazás sikerét támogatta – a NEM szavazást támogatta. Azt írták, hogy a nem szavazatok győzelmével egy szakértői kormány alakítására van esély.[56]

## Televíziós viták
Az olasz kereskedelmi La7 volt az első csatorna, amely televíziós vita műsort indított a népszavazás kérdésében: Sí o No (Igen vagy Nem) címen indította el műsorát, amit Enrico Mentana vezet. Emellett a közéleti kérdésekkel foglalkozó Otto e mezzo legnézettebb adása 2016. szeptember 22-én volt, amikor Marco Travalgio a rendszerkritikus és népszavazást ellenző Il Fatto Quotidiano napilap főszerkesztője és Matteo Renzi miniszterelnök voltak a vitaműsor vendégei. A műsornak, 2.285.000 fős nézettséggel, 9,35%-os aránnyal a legnagyobb nézettséget ért el a kábeltelevíziók közt.
A közszolgálati Rai több műsorban is foglalkozik a népszavazás kérdésével. A Rai 1 híradója a TG1 különkiadásokkal jelentkezik. A csatorna legnézettebb közéleti műsora a Porta a Porta szerkesztősége egy 3 részes műsort szentelt a népszavazásnak: Speciale referendum: Sì – No (Népszavazási különkiadás: Igen – Nem) címen, amely 2016. november 16-án, 23-án és 30-án kerül adásba, műsorvezetője Bruno Vespa. A november 16-i adásnak 1,9 millió nézője volt és 9,12%-os részesedést ért el. A műsorban 3-3 vendég az IGEN-NEM mellett foglalt állást. Az IGEN mellett: Matteo Renzi miniszterelnök, Pier Carlo Padoan gazdasági miniszter és Carlo Calenda gazdaságfejlesztési miniszter volt. A NEM mellett: Matteo Salvini az Északi Liga elnöke, Anna Maria Bernini a Forza Italia képviselője és Stefano Fassina az Olasz Baloldal képviselője.
A Mediasethez tartozó Rete 4 csatornán 4 részes műsort indítottak el Perché sí, perché no (Miért igen, miért nem?) néven, amit Paolo Del Debbio vezet. A műsor november 10-én, 17-én, 24-én és december 1-én kerül adásba. A november 10-i adásnak 622 ezer nézője volt, 2,4%-os arányban. Az akkori műsorban az IGEN mellett Alessandra Moretti, Demokrata Párt Veneto tartományi képviselője és Enrico Zanetti gazdasági miniszterhelyettes érvelt. a NEM mellett Massimiliano Fedriga az Északi Liga és Giovanni Toti a Forza Italia képviselője, egyben Liguria tartomány elnöke.
| Dátum          | Csatorna | Műsor címe   | Műsorvezető    | Résztvevők                         | Résztvevők                         | Nézettség       | Nézettség        | Megjegyzések  |
| Dátum          | Csatorna | Műsor címe   | Műsorvezető    | IGEN                               | NEM                                | Nézettség száma | Nézettségi arány | Megjegyzések  |
| -------------- | -------- | ------------ | -------------- | ---------------------------------- | ---------------------------------- | --------------- | ---------------- | ------------- |
| Szeptember 16. | La7      | Sì o No      | Enrico Mentana | Roberto Giachetti                  | Massimo D’Alema                    | 792 000         | 3,4%             | [ 63 ] [ 64 ] |
| Szeptember 23. | La7      | Sì o No      | Enrico Mentana | Gian Luca Galletti, Dario Nardella | Renato Brunetta, Giuseppe Civati   | 574,000         | 2,7%             | [ 65 ]        |
| Szeptember 30. | La7      | Sì o No      | Enrico Mentana | Matteo Renzi                       | Gustavo Zagrebelsky                | 1,747,000       | 8,0%             | [ 66 ] [ 67 ] |
| Október 14.    | La7      | Sì o No      | Enrico Mentana | Luciano Violante                   | Tomaso Montanari                   | 626,000         | 3,8%             | [ 68 ]        |
| Szeptember 23. | La7      | Otto e Mezzo | Lilli Gruber   | Matteo Renzi                       | Marco Travaglio                    | 2,280,000       | 9,4%             | [ 69 ]        |
| Október 7.     | La7      | Otto e Mezzo | Lilli Gruber   | Maria Elena Boschi                 | Matteo Salvini                     | 2,000,000       | 8,4%             | [ 70 ]        |
| Október 28.    | La7      | Sì o No      | Enrico Mentana | Matteo Renzi                       | Ciriaco De Mita                    | 825,000         | 10,8%            |               |
| November 4.    | La7      | Sì o No      | Enrico Mentana | Stefano Ceccanti Anna Ascani       | Elisabetta Piccolotti Anna Falcone | 603,000         | 3,5%             |               |

### Grafikus adatok

Zöld=Igen; Piros=Nem; Sárga= Bizonytalanok; Kék pontos vonal= Várható részvétel – Közvélemény kutatási adatok 2015. november – 2016. november között

Zöld=Igen; Piros=Nem; Sárga= Bizonytalanok – Közvélemény kutatási adatok 2016. január és november között.

## Közvélemény kutatási adatok

### A népszavazás kihirdetésétől számítva
| Dátum | Közvélemény kutató         | Megrendelő/Vevő                                           | Mintavétel (fő) | Százalékos adatok a bizonytalanok/távolmaradók nélkül | Százalékos adatok a bizonytalanok/távolmaradók nélkül | Százalékos adatok beleértve a bizonytalanokat/távolmaradókat | Százalékos adatok beleértve a bizonytalanokat/távolmaradókat | Tartózkodók | Bizonytalanok | Biztos szavazók | Hibahatár |
| Dátum | Közvélemény kutató         | Megrendelő/Vevő                                           | Mintavétel (fő) | Igen                                                  | Nem                                                   | Igen                                                         | Nem                                                          | Tartózkodók | Bizonytalanok | Biztos szavazók | Hibahatár |
| --- | -------------------------- | --------------------------------------------------------- | --------------- | ----------------------------------------------------- | ----------------------------------------------------- | ------------------------------------------------------------ | ------------------------------------------------------------ | ----------- | ------------- | --------------- | --------- |
| 2016. szeptember 28.                                                                                                | Index Research             | Piazzapulita                                              | 800             | 48,5%                                                 | 51,5%                                                 | -                                                            | -                                                            | 34%         | 29%           | -               | ±3,5%     |
| 2016. szeptember 28.                                                                                                | Istituto Ixè               | Agorà                                                     | 1 000           | 51%                                                   | 49%                                                   | 38%                                                          | 36%                                                          | -           | 26%           | 53%             | ±3,1%     |
| 2016. szeptember 29-30.                                                                                             | Scenari Politici – Winpoll | Huffington Post                                           | 1 500           | 47,5%                                                 | 52,5%                                                 | -                                                            | -                                                            | -           | -             | 53%             | ±1,65%    |
| 2016. szeptember 30.                                                                                                | Euromedia Research         | -                                                         | 1 000           | 47,6%                                                 | 52,4%                                                 | 25,0%                                                        | 27,5%                                                        | 6,2%        | 41,3%         | 52,5%           |           |
| 2016. szeptember 30. – október 1.                                                                                   | Ipsos                      | Corriere della Sera                                       | 998             | 48%                                                   | 52%                                                   | 23%                                                          | 25%                                                          | 44%         | 8%            | 56%             | ±3,1%     |
| 2016. október 1-2.                                                                                                  | EMG Acqua                  | La7                                                       | 1 633           | 46,6%                                                 | 53,4%                                                 | 31,4%                                                        | 36,0%                                                        | 44,2%       | 32,6%         | 55,8%           | ±2,4%     |
| 2016. október 3. | Istituto Piepoli           | -                                                         | 500             | 46%                                                   | 54%                                                   | -                                                            | -                                                            | -           | -             | -               | ±4,3%     |
| 2016. október 3-5.                                                                                                  | Sondaggi Bidimedia – Bi3   | -                                                         | 820             | 46,5%                                                 | 53,5%                                                 | -                                                            | -                                                            | 35%         | 15%           | 50%             | ±3,4%     |
| 2016. október 5. | Index Research             | Piazzapulita                                              | 800             | 48,3%                                                 | 51,7%                                                 | -                                                            | -                                                            | 38%         | 22%           | -               | ±3,5%     |
| 2016. október 5. | Istituto Ixè               | Agorà                                                     | 1 000           | 51%                                                   | 49%                                                   | 38%                                                          | 37%                                                          | -           | 25%           | 50%             | ±3,1%     |
| 2016. október 8-9.                                                                                                  | EMG Acqua                  | La7                                                       | 1 661           | 47,1%                                                 | 52,9%                                                 | 32,3%                                                        | 36,3%                                                        | 43,8%       | 31,4%         | 56,2%           | ±2,4%     |
| 2016. október 8-9.                                                                                                  | Lorien Consulting          | Italia Oggi                                               | 1 000           | 48%                                                   | 52%                                                   | 34%                                                          | 37%                                                          | -           | 29%           | 54%             | ±3,5%     |
| 2016. október 10-12.                                                                                                | Demopolis                  | l'Espresso                                                | 1 500           | 49%                                                   | 51%                                                   | 35%                                                          | 36%                                                          | -           | 29%           | 53%             | ±3,2%     |
| 2016. október 12.                                                                                                   | Istituto Ixè               | Agorà                                                     | 1 000           | 50%                                                   | 50%                                                   | 37%                                                          | 37%                                                          | -           | 26%           | 51%             | ±3,1%     |
| 2016. október 13.                                                                                                   | Index Research             | Piazzapulita                                              | 800             | 48,6%                                                 | 51,4%                                                 | -                                                            | -                                                            | 35%         | 20%           | -               | ±3,5%     |
| 2016. október 14.                                                                                                   | Scenari Politici – Winpoll | Huffington Post                                           | 1 500           | 46%                                                   | 54%                                                   | -                                                            | -                                                            | -           | -             | 54%             | ±1,65%    |
| 2016. október 14-15.                                                                                                | Euromedia Research         | -                                                         | 1 000           | 47%                                                   | 53%                                                   | 23,2%                                                        | 26,2%                                                        | 6,8%        | 43,8%         | 49,4%           | ±3,1%     |
| 2016. október 14-15.                                                                                                | Tecnè                      | Porta a Porta                                             | 1 000           | 48%                                                   | 52%                                                   | -                                                            | -                                                            | -           | 18%           | 49%             | ±3,1%     |
| 2016. október 15.                                                                                                   | IPR Marketing              | Porta a Porta                                             | 1 003           | 48,5%                                                 | 51,5%                                                 | -                                                            | -                                                            | -           | 17%           | 48%             | ±3,3%     |
| 2016. október 15-16.                                                                                                | EMG Acqua                  | La7                                                       | 1 643           | 47,7%                                                 | 52,3%                                                 | 33,8%                                                        | 37,0%                                                        | 42,3%       | 29,2%         | 57,7%           | ±2,4%     |
| 2016. október 17.                                                                                                   | Istituto Piepoli           | -                                                         | 500             | 47%                                                   | 53%                                                   | -                                                            | -                                                            | -           | -             | -               | ±4,3%     |
| 2016. október 18-19.                                                                                                | Index Research             | Piazzapulita                                              | 1 000           | 48,5%                                                 | 51,5%                                                 | -                                                            | -                                                            | 37%         | 20%           | -               | ±3,5%     |
| 2016. október 19.                                                                                                   | Istituto Ixè               | Agorà                                                     | 1 000           | 49%                                                   | 51%                                                   | 37%                                                          | 38%                                                          | -           | 25%           | 55%             | ±3,1%     |
| 2016. október 19.                                                                                                   | Eumetra Monterosa          | Comitato Lavoratori per il NO alla Riforma Costituzionale | 800             | 46%                                                   | 54%                                                   | 23%                                                          | 27%                                                          | 15%         | 35%           | -               | ±3,5%     |
| 2016. október 19-20.                                                                                                | Demopolis                  | Otto e mezzo                                              | 1 200           | 51%                                                   | 49%                                                   | -                                                            | -                                                            | -           | 27%           | 53%             | ±3,2%     |
| 2016. október 20.                                                                                                   | Ipsos                      | Corriere della Sera                                       | 1 002           | 46%                                                   | 54%                                                   | 22,4%                                                        | 26,8%                                                        | 42,3%       | 8,5%          | 57,7%           | ±3,1%     |
| 2016. október 21.                                                                                                   | Scenari Politici – Winpoll | Huffington Post                                           | 1 500           | 48%                                                   | 52%                                                   | -                                                            | -                                                            | -           | -             | 54%             | ±1,65%    |
| 2016. október 21-22.                                                                                                | Tecnè                      | Porta a Porta                                             | 1 000           | 47,5%                                                 | 52,5%                                                 | -                                                            | -                                                            | -           | 17%           | 49%             | ±3,1%     |
| 2016. október 21-22.                                                                                                | IPR Marketing              | Porta a Porta                                             | 1 001           | 49,2%                                                 | 50,8%                                                 | -                                                            | -                                                            | -           | 17%           | 49%             | ±3,3%     |
| 2016. október 21-23.                                                                                                | EMG Acqua                  | La7                                                       | 1 670           | 47,9%                                                 | 52,1%                                                 | 34,7%                                                        | 37,8%                                                        | 41,1%       | 27,5%         | 58,9%           | ±2,4%     |
| 2016. október 26.                                                                                                   | Index Research             | Piazzapulita                                              | 800             | 48,7%                                                 | 51,3%                                                 | -                                                            | -                                                            | 38%         | 19%           | -               | ±3,5%     |
| 2016. október 26.                                                                                                   | Istituto Ixè               | Agorà                                                     | 1 000           | 48%                                                   | 52%                                                   | 37%                                                          | 40%                                                          | -           | 23%           | 56%             | ±3,1%     |
| 2016. október 26.                                                                                                   | Eumetra Monterosa          | Comitato Lavoratori per il NO alla Riforma Costituzionale | 800             | 46%                                                   | 54%                                                   | 23%                                                          | 27%                                                          | 15%         | 35%           | -               | ±3,5%     |
| 2016. október 24-27.                                                                                                | Demos&Pi e Demetra         | la Repubblica                                             | 1 213           | 47%                                                   | 53%                                                   | 35%                                                          | 39%                                                          | 26%         | 26%           | -               | ±2,8%     |
| 2016. október 26-27.                                                                                                | Demopolis                  | -                                                         | 1 000           | 49,5%                                                 | 50,5%                                                 | 36,1%                                                        | 36,9%                                                        | -           | 27%           | 52%             | ±3,3%     |
| 2016. október 27-28.                                                                                                | Scenari Politici – Winpoll | Huffington Post                                           | 1 500           | 47,5%                                                 | 52,5%                                                 | -                                                            | -                                                            | -           | -             | 53%             | ±1,65%    |
| 2016. október 27-29.                                                                                                | Tecnè                      | RTI                                                       | 1 500           | 47,1%                                                 | 52,9%                                                 | 23,0%                                                        | 25,8%                                                        | 51,2%       | 51,2%         | -               | ±2,5%     |
| 2016. október 28-30.                                                                                                | EMG Acqua                  | La7                                                       | 1 557           | 48,0%                                                 | 52,0%                                                 | 34,7%                                                        | 37,6%                                                        | 40,6%       | 27,7%         | 59,4%           | ±2,4%     |
| 2016. november 2.                                                                                                   | Istituto Ixè               | Agorà                                                     | 1 000           | 49%                                                   | 51%                                                   | 38%                                                          | 39%                                                          | -           | 23%           | 58%             | ±3,1%     |
| 2016. november 2.                                                                                                   | Index Research             | Piazzapulita                                              | 800             | 48,2%                                                 | 51,8%                                                 | -                                                            | -                                                            | 38%         | 21%           | -               | ±3,5%     |
| 2016. november 2.                                                                                                   | Eumetra Monterosa          | Comitato Lavoratori per il NO alla Riforma Costituzionale | 800             | 45%                                                   | 55%                                                   | 26%                                                          | 32%                                                          | 8%          | 34%           | -               | ±3,5%     |
| 2016. november 4.                                                                                                   | Scenari Politici – Winpoll | Huffington Post                                           | 1 500           | 47%                                                   | 53%                                                   | -                                                            | -                                                            | -           | -             | 54%             | ±1,65%    |
| 2016. november 4.                                                                                                   | Demopolis                  | Otto e Mezzo                                              | 1 200           | 48,5%                                                 | 51,5%                                                 | 35,9%                                                        | 38,1%                                                        | -           | 26%           | 54%             | ±3,2%     |
| 2016. november 4.                                                                                                   | Euromedia Research         | -                                                         | 800             | 47,9%                                                 | 52,1%                                                 | 24,1%                                                        | 26,2%                                                        | 49,7%       | 49,7%         | 50,3%           | ±3%       |
| 2016. november 3-4.                                                                                                 | IPR Marketing              | Porta a Porta                                             | 1 000           | 48%                                                   | 52%                                                   | -                                                            | -                                                            | -           | 18%           | 49%             | ±3,3%     |
| 2016. november 4-5.                                                                                                 | Tecnè                      | Porta a Porta                                             | 1 000           | 47%                                                   | 53%                                                   | -                                                            | -                                                            | -           | 16%           | 50%             | ±3,1%     |
| 2016. november 4-6.                                                                                                 | EMG Acqua                  | La7                                                       | 1 815           | 47,6%                                                 | 52,4%                                                 | 34,8%                                                        | 38,3%                                                        | 40,3%       | 26,9%         | 59,7%           | ±2,3%     |
| 2016. október 27. – november 7.                                                                                     | Cise                       | Il Sole 24 ORE                                            | 1 517           | 46%                                                   | 54%                                                   | 29%                                                          | 34%                                                          | 37%         | 37%           | -               | ±2,51%    |
| 2016. november 7.                                                                                                   | Istituto Piepoli           | -                                                         | 500             | 46,5%                                                 | 53,5%                                                 | -                                                            | -                                                            | -           | -             | -               | ±4,3%     |
| 2016. november 9.                                                                                                   | Istituto Ixè               | Agorà                                                     | 1 000           | 48%                                                   | 52%                                                   | 37%                                                          | 40%                                                          | -           | 23%           | 61%             | ±3,1%     |
| 2016. november 9.                                                                                                   | Index Research             | Piazzapulita                                              | 800             | 47,8%                                                 | 52,2%                                                 | -                                                            | -                                                            | 40%         | 22%           | -               | ±3,5%     |
| 2016. november 9.                                                                                                   | Eumetra Monterosa          | Comitato Lavoratori per il NO alla Riforma Costituzionale | 800             | 45%                                                   | 55%                                                   | 27%                                                          | 33%                                                          | 9%          | 31%           | -               | ±3,5%     |
| 2016. november 9-10.                                                                                                | Tecnè                      | RTI                                                       | 1 500           | 47,7%                                                 | 52,3%                                                 | 23,1%                                                        | 25,3%                                                        | 51,6%       | 51,6%         | -               | ±2,5%     |
| 2016. november 10-11.                                                                                               | Scenari Politici – Winpoll | Huffington Post                                           | 1 500           | 47,5%                                                 | 52,5%                                                 | -                                                            | -                                                            | -           | -             | 55%             | ±1,65%    |
| 2016. november 11-12.                                                                                               | IPR Marketing              | Porta a Porta                                             | 1 000           | 47,5%                                                 | 52,5%                                                 | -                                                            | -                                                            | -           | 18%           | 50%             | ±3,3%     |
| 2016. november 12.                                                                                                  | Tecnè                      | Porta a Porta                                             | 1 000           | 46,5%                                                 | 53,5%                                                 | -                                                            | -                                                            | -           | 16,5%         | 50%             | ±3,1%     |
| 2016. november 11-13.                                                                                               | EMG Acqua                  | La7                                                       | 1 663           | 47,1%                                                 | 52,9%                                                 | 34,9%                                                        | 39,2%                                                        | 40,2%       | 25,9%         | 59,8%           | ±2,4%     |
| 2016. november 11-14.                                                                                               | Euromedia Research         | -                                                         | 800             | 47,5%                                                 | 52,5%                                                 | -                                                            | -                                                            | -           | -             | -               | ±3,5%     |
| 2016. november 14-15.                                                                                               | Ipsos                      | Corriere della Sera                                       | 997             | 45%                                                   | 55%                                                   | 21,0%                                                        | 26,1%                                                        | 46,5%       | 6,4%          | 53,5%           | ±3,1%     |
| 2016. november 15.                                                                                                  | Istituto Piepoli           | -                                                         | 500             | 46%                                                   | 54%                                                   | -                                                            | -                                                            | -           | -             | -               | ±4,3%     |
| 2016. november 14-16.                                                                                               | Demos&Pi e Demetra         | la Repubblica                                             | 1 231           | 45%                                                   | 55%                                                   | 34%                                                          | 41%                                                          | 25%         | 25%           | -               | ±3,1%     |
| 2016. november 15-16.                                                                                               | Demopolis                  | Otto e Mezzo                                              | 1 200           | 48%                                                   | 52%                                                   | 36%                                                          | 39%                                                          | -           | 25%           | 56%             | ±3,4%     |
| 2016. november 16.                                                                                                  | Eumetra Monterosa          | Comitato Lavoratori per il NO alla Riforma Costituzionale | 800             | 43,9%                                                 | 56,1%                                                 | 28,7%                                                        | 36,6%                                                        | 34,7%       | 34,7%         | -               | ±3,5%     |
| 2016. november 16.                                                                                                  | Euromedia Research         | -                                                         | 800             | 46%                                                   | 54%                                                   | 25,5%                                                        | 29,9%                                                        | 7,3%        | 37,3%         | 55,4%           | ±3%       |
| 2016. november 16.                                                                                                  | Index Research             | Piazzapulita                                              | 800             | 47,2%                                                 | 52,8%                                                 | -                                                            | -                                                            | 41%         | 21%           | -               | ±3,5%     |
| 2016. november 16.                                                                                                  | Istituto Ixè               | Agorà                                                     | 1 000           | 47%                                                   | 53%                                                   | 37%                                                          | 42%                                                          | -           | 21%           | 62%             | ±3,1%     |
| 2016. november 14-17.                                                                                               | Termometro Politico        | -                                                         | 4 000           | 49,41%                                                | 50,59%                                                | 22,73%                                                       | 23,27%                                                       | 42%         | 12%           | 58%             | ±3%       |
| 2016. november 15-17.                                                                                               | EMG Acqua                  | La7                                                       | 1 609           | 46,7%                                                 | 53,4%                                                 | 35,2%                                                        | 40,1%                                                        | 40,3%       | 24,7%         | 54%             | ±2,4%     |
| 2016. november 16-17.                                                                                               | Tecnè                      | RTI                                                       | 1 500           | 47,1%                                                 | 52,9%                                                 | 23,1%                                                        | 26,8%                                                        | 50,1%       | 50,1%         | -               | ±2,5%     |
| 2016. november 16-17.                                                                                               | Scenari Politici – Winpoll | Huffington Post                                           | 1 500           | 46,5%                                                 | 53,5%                                                 | -                                                            | -                                                            | -           | -             | 57%             | ±1,65%    |
| 2016. november 17.                                                                                                  | Lorien Consulting          | -                                                         | 1 000           | 45,8%                                                 | 54,2%                                                 | 38%                                                          | 45%                                                          | -           | 17%           | 58%             | ±3,5%     |
| A 71 vizsgálatból láthatóan a választók 47,5%-a az igen 52,5%-a a nem mellett szavaz . Biztos szavazók átlaga: 54%. |                            |                                                           |                 |                                                       |                                                       |                                                              |                                                              |             |               |                 |           |

## A népszavazás lehetséges következményei
A népszavazással kapcsolatos következményeket az IGEN és a NEM szavazók győzelme esetében is sokszor megvitatták: ha az »IGEN« szavazatok győznek akkor Matteo Renzi hatalma megszilárdul, amit az Európai Unió számos vezető politikusa és a pénzügyi világ számos képviselője is támogat.
A NEM szavazatok győzelme esetén Matteo Renzi 2015. december 29-én egy sajtótájékoztatón bejelentette, hogy az politikájának a bukása lenne, emiatt lemond akkor. Ezt az állítását több esetben is módosította. Maria Elena Boschi alkotmányügyi miniszter 2016. május 22-én bejelentette, hogy „ha a népszavazás rosszul sül el, akkor nem folytatjuk az eddigi munkánkat. A B tervünk az, hogy jönnek mások és mi elmegyünk.” „Ha Renzi megy, én is megyek, hisz közösen vállaljuk ennek felelősségét. Együtt hittünk és dolgoztunk ugyanazon a munkán.”
2016. december 2-án a közszolgálati Rai 3 CartaBianca műsorában Graziano Delrio közlekedési miniszter Bianca Berlinguer műsorvezetőnek úgy nyilatkozott, hogy „ha a nem szavazatok győznek, akkor Renzi lemond”.
A NEM szavazatok győzelme esetén az alábbi három forgatókönyv lehetséges:
- A köztársasági elnök, Sergio Mattarella nem fogadja el Renzi lemondását és megmarad a kormányfői posztban, a legközelebbi 2018-as választásokig.
- A köztársasági elnök elfogadja Renzi lemondását és tárgyalások kezdődnek egy új kormány felállításáról, amely a 2018-as választásokig működne.
- A köztársasági elnöke elfogadja Renzi lemondását, de a tárgyalásokon képtelenek a parlamenti pártok megállapodni a többségben és nem alakul meg az új kormány. Ebben az esetben létrejövő szakértői kormány csak a 2017 tavaszára tervezett előrehozott választásokig működne. Ezt az esetet tartja a legkockázatosabbnak a pénzügyi világ és számos elemző, ugyanis szerintük az euroellenes 5 Csillag Mozgalom győzne, akik népszavazást tartanának Olaszország euró használatáról.[78]

## Szavazás

### Szavazás menete
A szavazásra 2016. december 4-én kerül sor, szavazni 7:00-23:00-ig lehetséges a szavazóhelyiségekben. A szavazók belépve a szavazóhelyiségben személyazonosító igazolványukat felmutatják a választási bizottság embereinek, akik a szavazónak odaadják a választási cédulát. A szavazófülkében kell szavazni és a kitöltött lapot bedobni a szavazóurnába.
A külföldön élő olaszoknak a szavazás már egy héttel az olaszországi kezdés előtt elkezdődik. A szavazáshoz a külföldön élőknek az AIRE (Külföldön élő olaszok anyakönyvi hivatala) hivatalban kell regisztrálniuk magukat, a regisztrált olaszoknak automatikusan kiküldik levélben a szavazólapokat. A kitöltött szavazólapokat a lakhelyük szerinti olasz konzulátusra kell küldeniük. A konzulátuson a szavazatokat 2016. december 1-éig helyi idő szerint 16:00-ig fogadták el. Ezt követően a szavazatokat diplomáciai poggyászként szállítják Olaszországba. A külföldön élő olaszok szavazatát az olaszországi eredményekkel egy időben ismertetik.

### Olasz napilapok címlap híre a népszavazásról
2016. december 4-én megjelenő olaszországi napilapok címlaphírei a népszavazásról
- Corriere della Sera: „Olaszország szavaz, viszálykodás a kampánycsend alatt. – Népszavazás: A szavazóhelyiségek 23 óráig állnak nyitva 47 millió állampolgár előtt.”
- La Repubblica: „Népszavazás: Egy reformokon túlmutató ítélet születik ma meg. Az urnák 7 és 23 óra között vannak nyitva. Vita kampánycsendsértés miatt.”
- La Stampa: „Olaszország szavaz, a kormány útelágazáshoz ért. – Az alkotmányos népszavazáson az urnák 7 és 23 óra között vannak nyitva. Nagy figyelem kíséri a részvételi arányt és a külföldön élő honfitársak szavazatát.”
- Il Fatto Quotidiano: „Elképzelés. Jó tudni a népszavazás napján, hogy mi fog történni, ha az IGEN szavazatok győznek – Önök egy ilyen Szenátust akarnak?”
- Il Giornale: „NEM! Ma egyedi lehetőség nyílik arra, hogy visszaadjuk az állampolgárok önrendelkezését 5 évnyi felfüggesztett demokrácia után. Renzi minden eszközt bevetett a győzelemre. Nemet mondnunk neki és erre az elcsalt reformra”.
- Libero: „Népszavazás – A nagy átverés. Adók, bevándorlók, euró, EU és a munka: a mai szavazás nem fogja megoldani az olaszok problémáit. Egy banális hatalmi összecsapás: aki az IGEN-ért kampányolt az fenntartja ezt a hatalmat, aki a NEM-ért kampányolt, az meg akarja hódítani a hatalmat.”
- Il Tempo: „A szavazáson várhatóan minden idők legtöbb bizonytalan szavazója vesz részt. Népszavazás – Ma este megtudjuk, hogy Olaszország vagy az ellenfelei megbüntentik-e Renzit?”
- Il Messaggero: "Népszavazás, Olaszország válaszút előtt. – Ma lehet szavazni az alkotmánymódosításról, kampánycsendsértés történt. Az urnák 7 és 23 óra között lesznek nyitva. A részvételi arány nem tudható. Szabad játék az IGEN és NEM között."
- il manifesto: „Nem köszönöm. Eljött az igazság napja. Olaszország ma szavaz, hogy döntsön a Renzi által fémjelzett alkotmánymódosítás végzetéről. A miniszterelnök népszerűség növelést remél és hogy az országos politika »gazdája« legyen. De egy hatalmas bukást kockáztat. A külföldön élő olaszok szavazatán tartja ma mindenki szemét. A részvételi arány döntő lesz.”
- L'Unitá: „Elég egy IGEN. Az olaszok ma az alkotmánymódosítás törvényesítéséről szavaznak, hogy megváltozzon az ország.”
- Il Mattino: „Olaszország válaszút előtt. A kampánycsend utolsó párbaja. Alkotmánymódosító népszavazásról: az urnák 7 és 23 óra között lesznek nyitva, utána jön a szavazatok feldolgozása.”

## Eredmények

### Részvételi arány a népszavazáson
| Időpont | Részvételi arány |
| ------- | ---------------- |
| 12:00   | 20,14%           |
| 19:00   | 57,24%           |
| 23:00   | 69,33%           |

### Exit poll eredmények
A népszavazás exit poll eredményeit 2016. december 4-én a Rai 1, Mediaset és La7 csatorna eredményváró műsoraiban ismertetik 22:30-as kezdéssel.
Az exit poll eredmények szerint 53,40%-os nem szavazattal, megbukott a népszavazás:
| Igen szavazatok (%) | Nem szavazatok (%) |
| ------------------- | ------------------ |
| 46,60               | 53,40              |

### Általános eredmények
| Eredmények megnevezése       | Eredmények számadatai | Érvényes szavazatok arányában | Szavazatok arányában | Választásra jogosultak arányában |
| ---------------------------- | --------------------- | ----------------------------- | -------------------- | -------------------------------- |
| Igen                         | 13 432 208            | 40,89%                        | 40,41%               | 26,46%                           |
| Nem                          | 19 419 507            | 59,11%                        | 58,42%               | 38,25%                           |
| Üres szavazólapok            | 83 417                | -                             | 0,25%                | 0,16%                            |
| Érvénytelen szavazatok       | 306 952               | -                             | 0,92%                | 0,60%                            |
| Be nem adott szavazólapok    | 1 761                 | -                             | 0,01%                | 0,00%                            |
| Szavazók száma               | 33 243 845            | -                             | -                    | 65,47%                           |
| Választásra jogosultak száma | 50 773 284            | -                             | -                    | 100,00%                          |

### Tartományonként eredmények
| Régió                 | Szavazatok száma összesen | Választásra jogosultak, részvételi aránya | Szavazatok számaránya | Szavazatok számaránya | Szavazatok százalékos aránya | Szavazatok százalékos aránya |
| Régió                 | Szavazatok száma összesen | Választásra jogosultak, részvételi aránya | Igen                  | Nem                   | Igen                         | Nem                          |
| --------------------- | ------------------------- | ----------------------------------------- | --------------------- | --------------------- | ---------------------------- | ---------------------------- |
| Abruzzo               | 1 052 049                 | 68,7%                                     | 255 022               | 461 167               | 35,6%                        | 64,4%                        |
| Valle d'Aosta         | 99 735                    | 71,9%                                     | 30 568                | 40 116                | 43,2%                        | 56,8%                        |
| Puglia                | 3 280 745                 | 61,7%                                     | 659 354               | 1 348 573             | 32,8%                        | 67,2%                        |
| Basilicata            | 467 000                   | 62,9%                                     | 98 924                | 191 081               | 34,1%                        | 65,9%                        |
| Calabria              | 1 553 741                 | 54,4%                                     | 276 384               | 561 557               | 33,0%                        | 67,0%                        |
| Campania              | 4 566 905                 | 58,9%                                     | 839 692               | 1 827 768             | 31,5%                        | 68,5%                        |
| Emilia-Romagna        | 3 326 910                 | 75,9%                                     | 1 262 484             | 1 242 992             | 50,4%                        | 49,6%                        |
| Friuli-Venezia Giulia | 952 493                   | 72,5%                                     | 267 379               | 417 732               | 39,0%                        | 61,0%                        |
| Lazio                 | 4 402 145                 | 69,2%                                     | 1 108 768             | 1 914 397             | 36,7%                        | 63,3%                        |
| Liguria               | 1 241 618                 | 69,7%                                     | 342 671               | 515 777               | 39,9%                        | 60,1%                        |
| Lombardia             | 7 480 375                 | 74,2%                                     | 2 453 095             | 3 058 051             | 44,5%                        | 55,5%                        |
| Marche                | 1 189 180                 | 72,8%                                     | 385 877               | 472 656               | 45,0%                        | 55,0%                        |
| Molise                | 256 600                   | 63,9%                                     | 63 695                | 98 728                | 39,2%                        | 60,8%                        |
| Piemont               | 3 396 378                 | 72,0%                                     | 1 055 043             | 1 368 507             | 43,5%                        | 56,5%                        |
| Szardínia             | 1 375 845                 | 62,5%                                     | 237 280               | 616 791               | 27,8%                        | 72,2%                        |
| Szicília              | 4 031 871                 | 56,7%                                     | 642 980               | 1 619 828             | 28,4%                        | 71,6%                        |
| Trentino-Alto Adige   | 792 503                   | 72,2%                                     | 305 473               | 261 473               | 53,9%                        | 46,1%                        |
| Toszkána              | 2 854 162                 | 74,4%                                     | 1 105 769             | 1 000 008             | 52,5%                        | 47,5%                        |
| Umbria                | 675 610                   | 73,5%                                     | 240 346               | 251 908               | 48,8%                        | 51,2%                        |
| Veneto                | 3 725 399                 | 76,7%                                     | 1 078 883             | 1 756 144             | 38,1%                        | 61,9%                        |

## Eredmények értékelése

### Matteo Renzi lemondása
A népszavazás után nem sokkal Matteo Renzi bejelentette, hogy beadja lemondását a köztársasági elnöknek: „Levonva a tanulságot, a kormányfői munkámnak itt vége: holnap délután értekezletet tartok a miniszterelnökséggel, aztán elmegyek a Quirinale-palotába és beadom a lemondásom.”

### Olaszországi ellenzéki pártok
A legjelentősebb olasz ellenzéki pártok mind előrehozott választást követelnek és nem hajlandóak szakértői kormány létrehozására:
- 5 Csillag Mozgalom: Beppe Grillo blogbejegyzésében azt írta, hogy "szükség van előre gondolkodni, úgy 50-100 évre". Roberto Fico a párt parlament közszolgálati médiát (Rai) felügyelő bizottságának elnöke azt mondta: "Készen állunk a kormányzásra és a mai naptól egy olyan kormányprogramon dolgozunk, amely rendkívüli, de nem az ország múltját fogja szolgálni."
- Északi Liga: Matteo Salvini pártelnök úgy nyilatkozott, hogy "nem vagyunk hajlandóak egy olyan kormányt támogatni, melyet szintén nem választanak meg. Ugyanakkor hajlandóak vagyunk szavazni bármilyen választási törvénnyel, amit a választási tanács megenged nekünk."
- Olaszország Fivérei – Nemzeti Szövetség: Giorgia Meloni pártelnök úgy nyilatkozott: "A tárgyalásokon elmondom a Köztársasági Elnök úrnak, hogy Olaszország nem engedheti meg magának, hogy zsinórban immár a negyedik, szabad választások nélküli kormánya jöjjön létre, az állandó politikai csatározások miatt"

### Olasz napilapok címlap híre az eredményekről
- Corriere della Sera: „A NEM hulláma, Renzi elmegy. – A reform ellenzői 59%-kal egyértelműen győzelmet arattak, a részvétel a 70%-ot súrolta. – Miniszterelnök: »Vesztettem, a kormánynak itt vége«. Az ellenzék új törvényt javasol.”
- La Repubblica: „Diadalmaskodott a Nem, Renzi elmegy. – 60% a népszavazás ellen, az Igen szavazatok Délen szenvedtek súlyos vereséget, mindenhol rekord részvétel. – Lemondási beszéd: Vesztettem, csak az én hibám miatt és lelkifurdalás nélkül elmegyek. – Grillo és Salvini: »Azonnal választást«. Berlusconi: Euró megállapodás a minimumra csökken.”
- La Stampa: „Nem a politikai lavináról. Renzi: lemondok. – Rekord részvétel (69%) és egyértelmű eredmény a népszavazáson. Grillo és Salvini ujjonganak: »Azonnal választást«. Berlusconi: »Visszatértünk az élvonalba«. – »A vereség az én hibám, vesztettem. Ma a lemondásom Mattarellanal lesz. De egy jobb országot hagyok a hátam mögött«.”
- Il Fatto Quotidiano: „NEM! – Az alkotmány vereséget mért 59:41 arányban Renzire. – És lemondott.”
- Il Giornale: „A NEM 60%-kal győzött. RENZI MENJ HAZA! – Népszavazás, 70%-os részvétel: az egész ország fellázadt a kormány ellen. – A kormányfő lemondott: »Vesztettem és a székem üres lett.« - Berlusconi bosszúja: Most együtt kell készíteni választási törvényt.”
- Libero: „Népszavazás: Nem és Nem – Renzi csomagol. – Bosszú azok részéről akiket Matteo »zagyvaléknak« nevezett. Salvini, Silvio, Meloni és 5 Csillag Mozgalom: »Takarodj!«”
- Il Tempo: „Oh NEeeee! Leselejteződött a leselejtező, a választók tömegesen szavaztak, Renzi és a reform bukása, miniszterelnök: »Lemondok!«.”
- Il Messaggero: Renzi: „»Vesztettem, elmegyek«. Népszavazás, a NEM szavazatok egyértelmű győzelme: rekord magas részvétel. Miniszterelnök: »Másként gondolkodom, lelkifurdalás nélkül megyek el.« Köszönetet mondott feleségének és távozott. Ma lemond a »dombon« (itt: Quirinale-palota). Ideiglenes kormány a választási törvényért.”
- Il Mattino: „Győzött a NEM, Renzi: itt véget van. »Vesztettem, most a győzteseknek kell javaslatot tenniük«. 5 Csillag Mozgalom: Készek kormányozni. Az urnákhoz járuló olaszok nagy többsége megbuktatta a reformot. A miniszterelnök lemondott és bejelentette, hogy nem alkalmas ideiglenes kormányt alakítania.”